# Trợ lý Google
Trợ lý Google (tiếng Anh: Google Assistant) là một trợ lý cá nhân ảo được phát triển bởi Google cho thiết bị di động và nhà thông minh, được giới thiệu lần đầu tại hội nghị nhà phát triển của hãng vào tháng 5 năm 2016. Không giống như Google Now, Trợ lý Google có thể tham gia các cuộc trò chuyện hai chiều.
Trợ lý Google ban đầu được đưa vào ứng dụng nhắn tin Google Allo, và loa thông minh Google Home. Sau một thời gian chỉ có mặt trên hai chiếc điện thoại thông minh Pixel và Pixel XL của hãng, Google bắt đầu triển khai trợ lý ảo này trên các thiết bị Android khác vào tháng 2 năm 2017, bao gồm cả các điện thoại thông minh bên thứ ba và các thiết bị Android Wear, và được phát hành dưới dạng ứng dụng riêng biệt trên iOS vào tháng 5. Cùng với sự ra mắt một bộ phát triển phần mềm (SDK) vào tháng 4 năm 2017, Assistant đã và đang được tiếp tục mở rộng hỗ trợ cho một lượng lớn thiết bị, bao gồm cả xe hơi và các thiết bị nhà thông minh. Các chức năng của Assistant cũng có thể được bổ sung bởi các nhà phát triển bên thứ ba.
Người dùng chủ yếu có thể tương tác với Trợ lý Google qua giọng nói tự nhiên, hoặc có thể nhập qua bàn phím. Các chức năng cơ bản của nó cũng tương tự như Google Now, như tìm kiếm trên Internet, đặt sự kiện trên lịch và báo thức, điều chỉnh cài đặt phần cứng trên thiết bị người dùng và hiển thị thông tin từ tài khoản Google của người dùng. Google cũng bổ sung các tính năng khác cho Assistant bao gồm khả năng nhận diện vật thể và thu thập thông tin về vật thể thông qua máy ảnh của thiết bị, cùng với việc hỗ trợ mua sản phẩm và chuyển tiền.

## Lịch sử
Google Assistant được hé lộ trong hội nghị nhà phát triển của Google vào ngày 18 tháng 5 năm 2016, như một phần của màn giới thiệu chiếc loa thông minh Google Home cùng với ứng dụng nhắn tin mới, Google Allo; CEO của Google, Sundar Pichai giải thích rằng Assistant được thiết kế theo kiểu trò chuyện hội thoại hai chiều, và là "một trải nghiệm chung trên khắp các thiết bị". Cuối tháng đó, Google chỉ định trưởng nhóm Google Doodle, Ryan Germick và thuê cựu họa sĩ hoạt hình Pixar, Emma Coats để phát triển "thêm một chút tính cách nữa." Vào ngày 23 tháng 8 năm 2017, Walmart công bố kế hoạch cho phép Google Assistant đặt hàng từ walmart.com sử dụng dịch vụ Google Express.

### Mở rộng nền tảng
Pixel và Pixel XL là hai chiếc điện thoại đầu tiên được tích hợp Google Assistant với mức độ hệ thống ngoài ứng dụng Google Allo và Google Home ra. Vào tháng 2 năm 2017, Google công bố hãng đã bắt đầu cho truy cập Assistant trên các điện thoại thông minh Android đang chạy Android Marshmallow hoặc Nougat, bắt đầu tại những thị trường nói tiếng Anh. Các máy tính bảng Android không nhận được Assistant trong đợt này. Assistant cũng được tích hợp vào Android Wear 2.0, và sẽ được đi kèm trong các phiên bản sau này của Android TV và Android Auto. Google Assistant sau đó cũng được đưa vào tai nghe Google Pixel Buds.
Vào ngày 15 tháng 5 năm 2017, Android Police cho biết Google Assistant sẽ được đưa lên hệ điều hành iOS dưới dạng một ứng dụng tách biệt. Thông tin này được xác nhận hai ngày sau đó tại hội nghị nhà phát triển của Google.

### Hỗ trợ từ nhà phát triển
Vào tháng 12 năm 2016, Google khởi động "Actions on Google", một nền tảng nhà phát triển cho Google Assistant. Actions on Google cải thiện trải nghiệm người dùng với Assistant bằng cách cho phép các nhà phát triển đưa dịch vụ của mình vào Assistant. Vào tháng 3 năm 2017, Google bổ sung thêm các công cụ phát triển mới cho Actions on Google để hỗ trợ việc tạo các trò chơi trên Google Assistant. Ban đầu chỉ giới hạn trong chiếc loa thông minh Google Home, Actions on Google được ra mắt cho các thiết bị Android và iOS vào tháng 5 năm 2017, và cùng lúc này hãng cũng giới thiệu một khu vực giới thiệu các sản phẩm và dịch vụ tương thích với Assistant. Để khuyến khích các nhà phát triển tham gia Actions, Google mở một cuộc thi cho các nhà phát triển dựa trên từng hạng mục, bao gồm các hạng mục như "Ứng dụng được sinh viên phát triển tốt nhất" và "Công cụ đời sống tốt nhất." Người thắng sẽ được Google chọn ra, và quán quân sẽ được trao giải là vé tới tham gia hội nghị nhà phát triển của Google năm 2018, 10.000 USD, cùng với một chuyến tham quan khuôn viên của Google, hai vị trí thứ hai và thứ ba sẽ nhận được lần lượt là 7.500 USD và 5.000 USD cùng với một chiếc Google Home.
Vào tháng 4 năm 2017, Google phát hành một bộ phát triển phần mềm, cho phép các nhà phát triển bên thứ ba có thể tự xây dựng phần cứng tương thích với Google Assistant. Nó cũng đã được tích hợp vào Raspberry Pi, những chiếc xe hơi từ Audi và Volvo, và các thiết bị nhà thông minh, bao gồm tủ lạnh, máy giặt và lò nướng, từ các công ty như iRobot, LG, General Electric và D-Link.

## Tương tác

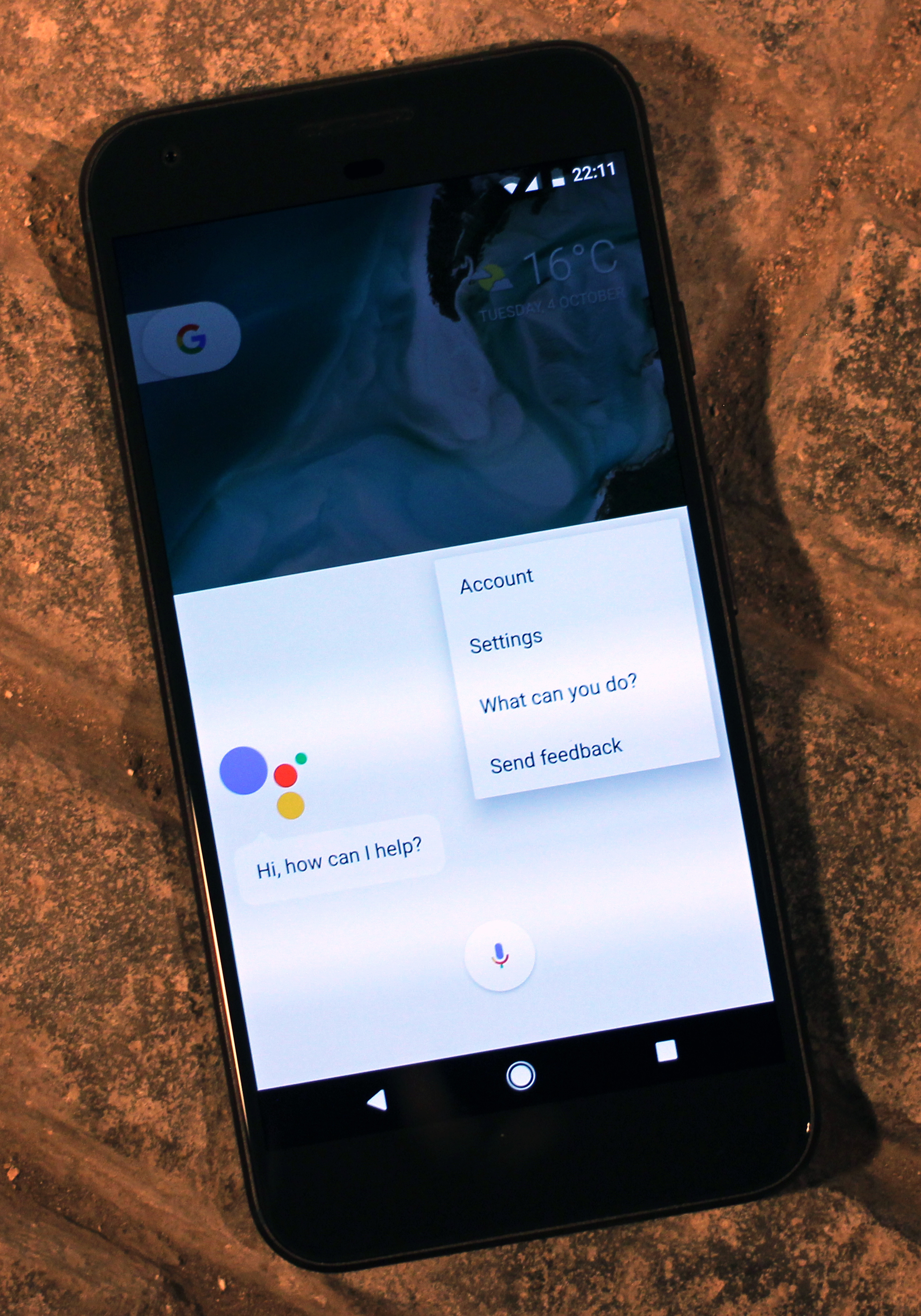
Google Assistant trên chiếc điện thoại Pixel XL

Google Assistant, với các chức năng cơ bản tương tự như Google Now, có thể tìm kiếm trên Internet, đặt lịch sự kiện và báo thức, điều chỉnh cài đặt phần cứng trên thiết bị của người dùng, và hiển thị thông tin từ tài khoản Google của người dùng. Không giống như Google Now, Assistant có thể tham gia các cuộc trò chuyện hai chiều giữa phần mềm và người dùng, sử dụng thuật toán xử lý ngôn ngữ tự nhiên của Google. Các kết quả tìm kiếm được hiển thị theo dạng thẻ, người dùng có thể nhấp vào để mở trang. Google Assistant có thể lập một danh sách mua sắm; tính năng này từng được áp dụng trên dịch vụ ghi chú Google Keep, nhưng sau đó được chuyển sang Google Express và ứng dụng Google Home vào tháng 4 năm 2017.
Vào tháng 5 năm 2017, Google công bố Assistant có thể hỗ trợ nhập vào bằng bàn phím và trả lời trực quan, hỗ trợ xác định vật thể và thu thập thông tin về vật đó qua máy ảnh của thiết bị, và hỗ trợ mua sản phẩm cùng với chức năng chuyển tiền. Qua việc sử dụng bàn phím, người dùng có thể xem lại các câu lệnh đã đưa ra trước đó cho Google Assistant, và chỉnh sửa hoặc xóa phần đã nhập vào. Tuy nhiên Assistant không khuyến khích việc xóa các câu lệnh trước để ứng dụng có thể sử dụng chúng nhằm tạo ra các kết quả tốt hơn về sau.

## Sự đón nhận
Mark Hachman của PC World đưa ra đánh giá tốt về Google Assistant, nói rằng nó là "một bước đi trước Cortana và Siri."

## Các thiết bị hỗ trợ
- Google Home
- Google Home Mini
- Google Home Max
- Google Nest Mini
- Google Nest Hub
- Google Nest Hub Max
- Google Nest Audio
- Điện thoại Android Lollipop và cao hơn (Android 5.0+) (với 1,5GB RAM hoặc cao hơn và độ phân giải 720p (HD) hoặc cao hơn)[45]
- Máy tính bảng Android Marshmallow (Android 6.0+)[46]
- iOS 9.3 và cao hơn (qua Apple App Store)
- Đồng hồ thông minh Android Wear 2.0+
- Google Pixelbook
- JBL Link[47]
- Sony LF-S50G[48]
- Zolo Mojo (từ Anker)[49]
- Panasonic GA10[50]
- Onkyo G3[51]
- Mobvoi TicHome Mini[52]
- Set-top box Nvidia Shield[53]